# Långtjärnen (Arjeplogs socken, Lappland, 734183-156895)
Långtjärnen är en sjö i Arjeplogs kommun i Lappland och ingår i Skellefteälvens huvudavrinningsområde. Sjön har en area på 0,285 kvadratkilometer och ligger 442,5 meter över havet. Sjön avvattnas av vattendraget Nammatsbäcken.

## Delavrinningsområde
Långtjärnen ingår i det delavrinningsområde (734230-156920) som SMHI kallar för Inloppet i Stor Nammats. Medelhöjden är 454 meter över havet och ytan är 4,36 kvadratkilometer. Räknas de 4 avrinningsområdena uppströms in blir den ackumulerade arean 21,12 kvadratkilometer. Nammatsbäcken som avvattnar avrinningsområdet har biflödesordning 3, vilket innebär att vattnet flödar genom totalt 3 vattendrag innan det når havet efter 288 kilometer. Avrinningsområdet består mestadels av skog (92 procent). Avrinningsområdet har 0,29 kvadratkilometer vattenytor vilket ger det en sjöprocent på 6,7 procent.